# Brian Ortega
Brian Martin Ortega, född 21 februari 1991 i Los Angeles, är en amerikansk MMA-utövare som sedan 2014 tävlar i organisationen Ultimate Fighting Championship.

## Tävlingsfacit
| Resultat | Facit    | Motståndare      | Metod                         | Evenemang                                     | Datum           | Rond | Tid  | Plats            | Notering |
| -------- | -------- | ---------------- | ----------------------------- | --------------------------------------------- | --------------- | ---- | ---- | ---------------- | -------- |
| Vinst    | 15–1 (1) | Chan Sung Jung   | Domslut (enhälligt)           | UFC Fight Night: Ortega vs. The Korean Zombie | 18 oktober 2020 | 5    | 5:00 | Abu Dhabi        |          |
| Förlust  | 14–1 (1) | Max Holloway     | TKO (matchläkaren avbryter)   | UFC 231                                       | 8 december 2018 | 4    | 5:00 | Toronto, Ontario |          |
| Vinst    | 14–0 (1) | Frankie Edgar    | KO (slag)                     | UFC 222                                       | 3 mars 2018     | 1    | 4:44 | Las Vegas        |          |
| Vinst    | 13–0 (1) | Cub Swanson      | Submission (giljotin)         | UFC Fight Night: Swanson vs. Ortega           | 9 december 2017 | 2    | 3:22 | Fresno           |          |
| Vinst    | 12–0 (1) | Renato Moicano   | Submission (giljotin)         | UFC 214                                       | 29 juli 2017    | 3    | 2:59 | Anaheim          |          |
| Vinst    | 11–0 (1) | Clay Guida       | KO (knä)                      | UFC 199                                       | 4 juni 2016     | 3    | 4:40 | Inglewood        |          |
| Vinst    | 10–0 (1) | Diego Brandão    | Submission (triangle choke)   | UFC 195                                       | 2 januari 2016  | 3    | 1:37 | Las Vegas        |          |
| Vinst    | 9–0 (1)  | Thiago Tavares   | TKO (slag)                    | UFC Fight Night: Boetsch vs. Henderson        | 6 juni 2015     | 3    | 4:10 | New Orleans      |          |
| NC       | 8–0 (1)  | Mike De La Torre | No Contest                    | UFC on Fox: Lawler vs. Brown                  | 26 juli 2014    | -    | -    | San Jose         | [ a ]    |
| Vinst    | 8–0      | Keoni Koch       | Domslut (delat)               | RFA 12: Ortega vs. Koch                       | 24 januari 2014 | 5    | 5:00 | Los Angeles      |          |
| Vinst    | 7–0      | Jordan Rinaldi   | Submission (triangle choke)   | RFA 9: Munhoz vs. Curran                      | 16 augusti 2013 | 3    | 2:29 | Pomona           |          |
| Vinst    | 6–0      | Thomas Guimond   | Submission (triangle choke)   | Respect In The Cage 20                        | 4 maj 2013      | 1    | 4:02 | Pomona           |          |
| Vinst    | 5–0      | Carlos Garces    | Domslut (enhälligt)           | Respect In The Cage 10                        | 12 mars 2011    | 5    | 5:00 | Pomona           |          |
| Vinst    | 4–0      | Chris Mercado    | Domslut (enhälligt)           | Respect In The Cage 9                         | 15 januari 2011 | 3    | 5:00 | Pomona           |          |
| Vinst    | 3–0      | Vincent Martinez | Submission (rear-naked choke) | Respect In The Cage 5                         | 24 juli 2010    | 1    | 1:54 | Los Angeles      |          |
| Vinst    | 2–0      | Brady Harrison   | Domslut (enhälligt)           | Gladiator Challenge: Bad Behavior             | 27 juni 2010    | 3    | 3:00 | San Jacinto      |          |
| Vinst    | 1–0      | John Sassone     | Submission                    | Gladiator Challenge: Maximum Force            | 25 april 2010   | 1    | 1:48 | San Jacinto      |          |

1. ↑  Ursprungligen en vinst via submission i första ronden för Ortega. Resultatet ogiltigförklarades efter att Ortega åkt fast i en dopingkontroll i samband med matchen.'"`UNIQ--ref-00000005-QINU`"'